# BLACK BORDERS
BLACK BORDERS（ブラック・ボーダーズ）は、日本のロックバンド。

## 概要
ジェット機のリズム隊であった2人が、2007年末に結成。バンド名の由来は、海外のベース・レス・バンドであるザ・ホワイト・ストライプス（白い縦縞）から､もじった（黒い横縞）もの。
2009年、川西が所属していたUNICORNが再結成。ツアーに追従する形でツアー日程を組み全国を回った。川西生誕50年イベント「KK50」にて、初の日本武道館のステージを踏む。
2013年9月5日、公式サイトにてそれぞれの活動に専念するため同日付で解散したことを発表。

## メンバー
- 野田タロウ（ノダ・ボーダー）
ボーカル、ギター担当。11月25日生まれ、東京都出身。
- 川西幸一（カワニシ・ブラック）
ドラムス、ポエトリーリーディング担当。1959年10月20日生まれ、広島県呉市出身。

## 作品
| タイトル                                                                   | 形態                   | 発売日         | レーベル     |
| -------------------------------------------------------------------------- | ---------------------- | -------------- | ------------ |
| SEARCH & DESTROY                                                           | 1stミニ・アルバム      | 2008年5月14日  | MORNINGLIGHT |
| NEW SURPRISE vol.1-BLACK BORDERS 1st live in Shimokitazawa Shelter-        | ライブ・アルバム       | 2008年8月6日   | WAVEMASTER   |
| SEARCH & DESTROY 2                                                         | 2ndミニ・アルバム      | 2008年12月3日  | WAVEMASTER   |
| SEARCH & DESTROY 2 レコ発ライブ                                            | ライブ・アルバム       | 2009年5月27日  | WAVEMASTER   |
| GREAT ADVENTURE                                                            | 3rdミニ・アルバム      | 2009年10月7日  | FLME         |
| Go To Go                                                                   | 1stフル・アルバム      | 2010年5月26日  | FLME         |
| BLACK BORDERS LIVE IN STUDIO COAST Go To Go 〜ROUND2〜 TOUR FINAL 2011.1.8 | ライブDVD              | 2011年5月11日  | MORNINGLIGHT |
| RUSH                                                                       | 4thミニアルバム        | 2011年12月7日  | FLME         |
| BLACK BORDERS LIVE IN AKASAKA BLITZ                                        | ライブDVD              | 2011年12月21日 | MORNINGLIGHT |
| BLACK BORDERS BEST                                                         | ベスト・アルバム 2枚組 | 2012年4月25日  | FLME         |